# 涅夫捷戈尔斯克 (萨马拉州)
52°49′00″N 51°12′00″E / 52.8167°N 51.2°E
涅夫捷戈爾斯克（俄语：Нефтего́рск）是俄羅斯薩馬拉州的一個城市，位於薩馬拉東南103公里。2002年人口19,388人。
涅夫捷戈爾斯克於1960年建立，1989年正式設市。